# Tatort: Singvogel
Singvogel ist ein Fernsehfilm aus der Kriminalreihe Tatort der ARD und des ORF. Der Film wurde vom Norddeutschen Rundfunk produziert und am 23. Mai 1994 erstmals ausgestrahlt. Es handelt sich um die Tatort-Folge 292. Für den Kriminalhauptkommissar Paul Stoever (Manfred Krug) ist es der 22. Fall. Für seinen Kollegen Peter Brockmöller (Charles Brauer) ist es der 19. Fall, in dem er ermittelt.

## Handlung
Im Hafengelände wird die Leiche von Inge Holland gefunden. Ihr Mann ist der Straftäter Harald Holland, der vor einem Jahr eine Bank überfallen hat und derzeit im Gefängnis sitzt. Die Beute konnte bisher nicht gefunden werden und das ist für Hollands Mithäftlinge ein Grund, ihn immer wieder zu drangsalieren. Würde er ihnen das Versteck verraten, würden sie ihn in Ruhe lassen. Die Kommissare Stoever und Brockmöller begeben sich in den Strafvollzug, um über Holland mögliche Hinweise auf den oder die Täter zu erhalten. Die Nachricht vom Tod seiner Frau trifft ihn schwer, zumal sie ihn am Vortag gerade erst besucht hatte. Stoever vermutet, dass es der Täter auf Hollands Millionenbeute abgesehen hat. Doch Holland traut sich nicht, jemanden konkret zu verdächtigen, da es im Gefängnis mafiaähnliche Strukturen gibt. Sollte Stoever es ermöglichen, dass er in ein anderes Gefängnis verlegt wird, würde er aussagen. Holland wird von seinem Mitinsassen Ronny Schneider massiv unter Druck gesetzt und traut sich nichts zu sagen, solange Schneider die Fäden in der Hand hat.
Die Ermittler sprechen mit der Gefängnisleitung, um Holland verlegen zu lassen, treffen dort allerdings auf Unverständnis. So reift in Stoever der Entschluss, seinen neuen Mitarbeiter Lukas Thorwald als verdeckten Ermittler ins Gefängnis einzuschleusen. Um Ronny Schneider muss dieser sich dabei nicht mehr kümmern, denn der wurde inzwischen aus dem Gefängnis entlassen und genießt wieder seine Freiheit. Dafür ist nun Rambo Hergeth der neue „King“ im Knast. Auch er ist daran interessiert, von Holland das Versteck seiner Diebesbeute zu erfahren und attackiert ihn zusammen mit seinen Verbündeten, wobei Holland letztendlich zu Tode kommt.
Stoever und Brockmöller führt der Weg inzwischen zu Herbert Tiefenthal und seiner Familie. Tiefenthal kümmert sich um die Belange von Strafgefangenen und arbeitet als Sozialarbeiter. Von ihm erhoffen sich die Ermittler Hinweise auf den möglichen Täter und erfahren dabei, dass Holland die Beute tatsächlich nicht mehr hat. Die Kommissare finden sehr schnell heraus, dass Tiefenthals Fürsorge nicht nur den Straftätern gilt, sondern auch deren alleingebliebenen Ehefrauen. Der Sozialarbeiter weiß jedoch nicht, dass Schneider von seiner Freundin, Jeanette Heuer, darüber informiert wurde, dass sie sich noch immer mit Tiefenthal trifft. Er will sogar, dass sie weiter an dem „selbstlosen“ Sozialarbeiter dran bleibt, da er davon ausgeht, dass er auch mit Inge Holland ein Verhältnis gehabt haben dürfte und daher wissen könnte, wo das Geld ist.
Der Polizei gelingt es, in einem abgestellten Auto die Tatwaffe zu finden, mit der Inge Holland erschlagen wurde. Zusätzlich befindet sich in dem Auto, das dem Opfer gehörte, eine Tasche mit Banderolen von Banknoten. Da die Leiche offensichtlich nicht in diesem Auto zum Fundort transportiert wurde, lassen die Ermittler nach dem zweiten Wagen suchen. Dazu untersuchen sie als erstes das Auto von Ronny Schneider und auch das seiner Freundin, allerdings ohne Erfolg.
Lukas Thorwald gelingt es, in den Kreis der Verbündeten von Rambo Hergeth zu gelangen. Hergeth gibt offen zu, dass es sich für ihn gut leben lässt und er kaum etwas entbehren muss. Seiner Meinung nach sei jeder käuflich, sodass er sich alles ins Gefängnis schmuggeln lassen kann, was er will. Doch droht Thorwalds Tarnung aufzufliegen, als Tiefenthal ihn erkennt. Umgehend ruft Hergeth seine Leute zusammen, um den Verräter zu bestrafen. Ehe es ihnen gelingt Thorwald umzubringen, kommt Stoever, der von Tiefenthals Besuch im Gefängnis erfahren hat, und kann seinen Kollegen retten. Da er die Häftlinge auf frischer Tat ertappt, hat er juristisch endlich eine Handhabe gegen diese Gefängnismafia. So wird es nur eine Frage der Zeit sein, dass er ihnen den Mord an Harald Holland auch nachweisen kann. Für den Mord an dessen Ehefrau findet Stoever unter den Häftlingen jedoch keinen konkreten Anhaltspunkt, dafür wollen sie sich noch einmal mit Ronny Schneider befassen. Der muss derweil feststellen, dass sich seine Freundin mit Tiefenthal ins Ausland absetzen will. Aus Wut darüber tötet er sie und begibt sich zum Flughafen, um Tiefenthal aufzuhalten. Er will verhindern, dass mit ihm auch Hollands Geld aus Deutschland verschwindet. Der wundert sich nun, dass Jeanette Heuer nicht kommt und fährt zu ihr. Als er sie tot am Boden vorfindet, ist er verzweifelt und kann gerade noch seinem Sohn, der auf der Suche nach ihm war, den Koffer mit dem Geld übergeben, ehe Schneider zurückkommt. Der will ihm den Mord an seiner Freundin unterschieben und fordert das Geld von ihm, da er sich sicher ist, dass er Inge Holland deshalb umgebracht hat. Tiefenthal will sich aber lieber erschießen lassen, da er meint, dass sein Leben jetzt keinen Sinn mehr hätte. Rechtzeitig erscheinen Stoever und Brockmöller und nehmen beide fest. Auch das Geld können sie sicherstellen, als sie Thorsten Tiefenthal mit dem Koffer ertappen.

## Hintergrund
Nach der Erstausstrahlung des Tatorts kritisierte die Jugendschutzbehörde, dass der Film um 20:15 Uhr gesendet worden ist, da der Film sehr freizügige Szenen enthält, bei denen der Genitalbereich der Häftlinge zu sehen ist. Des Weiteren löste die Darstellung des damaligen Justizvollzugs in Deutschland eine heiße Debatte aus, was später auch zu Reformen beitrug.

## Rezeption

### Einschaltquoten
Bei seiner Erstausstrahlung am 23. Mai 1994 hatte Singvogel 8,82 Millionen Zuschauer, was einem Marktanteil von 28,60 Prozent entspricht.

### Kritiken
Rainer Tittelbach von tittelbach.tv meint zu diesem Tatort aus Hamburg: „Als ernst zu nehmender Krimi ist ‚Singvogel‘ (1994) zu holzschnittartig; für Nostalgiker hat Michael Knofs Film indes einen gewissen Reiz. […] Überraschungen bleiben aus, das klischeehafte Casting tut ein Übriges: Rüdiger Vogler, zerquält und Midlifecrisis-geschüttelt wie gehabt, Claude-Oliver Rudolph mit bildschirmfüllendem Brutalo-Grinsen und Claudia Messner, die mal wieder ihr Sexy-Hexy-Image ausstellen darf. Was bleibt sind 90 Minuten Klischees in Story und Besetzung, Krimi-Konventionen, die jegliche Spannung im Keim ersticken lassen. Das war schon bei den letzten Stoever-Brockmöller-‚Tatort‘-Fällen nicht anders. Im Norden also nichts Neues! “
Die Kritiker der Fernsehzeitschrift TV Spielfilm finden, der „gut besetzte Knastkrimi“ biete ein „gutes Ensemble“, lediglich „die versteckte Law-and-Order-Moral stört“.